# Trato espinotalâmico lateral

Esquema dos tratos nervosos da medula espinhal

O trato espinotalâmico lateral faz parte do trato espinotalâmico e transmite as sensações de dor e temperatura.